# Frank Washington Very
Frank Washington Very (1852 – 23 de noviembre de 1927) fue un astrónomo estadounidense. Realizó mediciones de la temperatura de la superficie de la Luna y de los planetas.

## Semblanza
Very nació en Salem, Massachusetts, y se formó en el Instituto de Massachusetts de Tecnología (1873).
Trabajó en el Observatorio de Allegheny desde 1878 hasta 1895. En 1890 se convirtió en profesor en la Universidad Occidental de Pensilvania, y posteriormente pasó a ser director suplente del Observatorio Ladd en la Universidad de Brown de 1896 a 1897.
Su trabajo más importante consistió en medir la temperatura de las superficies de la Luna y de otros planetas, para lo que utilizó un bolómetro. Samuel Pierpont Langley publicó en 1890 un artículo ampliamente difundido sobre observaciones de la Luna, pero por razones desconocidas se omitió el nombre de Very de la lista de autores. En 1891, Very publicó su propio artículo sobre la "Distribución del calor de la Luna", que también incluía las medidas tomadas durante un eclipse lunar.

## Eponimia
- El cráter lunar Very lleva este nombre en su memoria.[2]
- El cráter marciano Very también conmemora su nombre.[3]

## Publicaciones
- Samuel P. Langley (and Frank W. Very), 1890, The Temperature of the Moon, Memoir of the National Academy of Sciences, vol. iv. 9th mem. 193pp
- Very, Frank W., 1891,  Prize essay on the distribution of the moon's heat and its variation with the phase, Utrecht Society of arts and sciences, Nijhoff, The Hague, 59 pp.
- Very, Frank W., 1900, Atmospheric radiation : a research conducted at the Allegheny Observatory and at Providence, R.I., Bulletin / Weather Bureau, U.S. Department of Agriculture ; no. 221, 134 pp.
- Very, Frank W., 1919, The luminiferous ether: (I) its relation to the electron and to a universal interstellar medium; (II) its relation to the atom,  Occasional scientific papers of the Westwood Astrophysical Observatory ; no. 2,   55 pp.
- Este artículo incorpora texto de la edición de New International Encyclopedia que se halla en el dominio público.